# Luis Pérez-Rubín
Luis Pérez-Rubín y Corchado (1856-1942) fue un archivero español.

## Biografía
Nació en 1856 en Madrid. Archivero, fue colaborador de publicaciones periódicas como La Niñez, La Ilustración Católica y El Porvenir de Valladolid (1902). Estuvo involucrado en la Sociedad Castellana de Excursiones. Entre sus obras se encontraron títulos como Vamba-Simancas (Valladolid, 1904), La flor de la vida (Valladolid, 1914) y La literatura del "Quijote" (Valladolid, 1916). Pérez-Rubín, que trabajó para instituciones como el Museo de Valladolid, el Archivo de Simancas y el Museo Arqueológico Nacional, falleció en 1942.